# Силва Виейра, Жонатан
Жонатан Силва Виейра (порт.-браз. Jonathan Silva Vieira более известный, как Жонатан порт.-браз. Jonathan; род. 3 марта 1998, Жапери, Рио-де-Жанейро) — бразильский футболист, защитник клуба «Ботафого».

## Биография
Жонатан — воспитанник клуба «Нова-Игуасу». В 2016 году он дебютировал за основной состав. В том же году игрок был арендован молодёжным составом клуба «Интернасьонал», а 2018 году «Ботафого». В начале 2019 года Жонатан подписал с клубом полноценный контракт. 26 января в матче Лиги Кариоки против «Фламенго» он дебютировал за основной состав. 3 февраля в поединке против «Боависты» игрок забил свой первый гол за «Ботафого». 27 апреля в матче против «Сан-Паулу» он дебютировал в бразильской Серии A.
Летом 2019 года Жонатан перешёл в испанскую «Альмерию» подписав контракт на 5 лет. Сумма трансфера составила 1 млн евро. 3 октября в матче против хихонского «Спортинга» он дебютировал в Сегунде.  

## Титулы
- Победитель бразильской Серии B (1): 2021